# Brendan Patricks
Brendan Patricks est un acteur et prestidigitateur britannique né le 3 décembre 1984.

## Filmographie

### Cinéma
- 2006 : Heroes and Villains : Nick
- 2009 : My Last Five Girlfriends : Duncan
- 2009 : The Capgras Tide : Henry
- 2010 : Afterspace : Danny
- 2017 : Madame : Toby
- 2019 : The Professor and the Madman de Farhad Safinia

### Télévision
- 2006 : La Malédiction du pharaon : Brian Eastcliff
- 2007 : Sherlock Holmes and the Baker Street Irregulars : Inspecteur Burrows
- 2007 : Gavin & Stacey : le magicien (1 épisode)
- 2008 : The Bill : Graham Boyd (1 épisode)
- 2008 : Casualty : M. Graham Ireland (1 épisode)
- 2009 : Horne & Corden (4 épisodes)
- 2010 : Trois femmes pour un destin : Bobby
- 2010-2013 : Downton Abbey : Evelyn Napier (6 épisodes)
- 2011 : La Légende de Dick et Dom : Barry Fongo (1 épisode)
- 2011 : Pete versus Life : Jed (1 épisode)
- 2013 : Blandings : Lord Heacham (1 épisode)
- 2013 : Doctor Who : M. Edmund Thursday (1 épisode)
- 2013 : Family Tree : le jeune père (1 épisode)
- 2013 : Skins : Stibbard (1 épisode)
- 2013 : The Wrong Mans : Ed (1 épisode)
- 2014 : GameFace : John
- 2014 : Mr. Sloane : Reggie (6 épisodes)
- 2014 : In The Club : Dr Bellingham (5 épisodes)
- 2014 : BBC Comedy Feeds : M. Whelan (1 épisode)
- 2014 : Bad Education : Orlando (1 épisode)
- 2017 : Fearless : Nicholas Staines
- 2020 : Breeders (1 épisode)
- 2024 : Rivals : Henry Hampshire (5 épisodes)